# 고이케 리나
고이케 리나(일본어: 小池 里奈, 1993년 9월 3일 - )는 일본의 배우이자 아이돌이다.
베리베리 프로덕션 소속으로, 2004년 초등학교 5학년(만 11세)에 TBS 계열(CBC 제작) 드라마 《미소녀전사 세일러문》에서 세일러 루나(고양이 루나가 인간으로 변신한 모습) 역할로 데뷔하였다.
2006년에는 드라마 《식탐정》에 출연하기도 하였다.

## 프로필

### 인물
- 출신 : 도치기현 토루 시
- 혈액형 : O형
- 별자리 : 처녀자리
- 취미 : 별을 보는 것, 그림 그리기, 수영, 춤, 비치발리볼, 축구 관전
- 특기 : 피아노 연주, 드럼 연주, 바이올린 연주
- 장점 : 밝고 건강하고 긍정적인 성격
- 단점 : 어리숙하고 급한 성격
- 가족 관계 : 아버지, 어머니
- 애완동물 : 개(시바견 잡종으로 이름은 치즈), 금붕어, 마리모
- 키우고 싶은 애완동물 : 미니피그, 퍼그, 불독
- 좋아하는 음식 : 감자 버터구이, 크로켓, 스튜, 복숭아
- 좋아하는 색깔 : 파랑, 하양
- 좋아하는 말 : “하면 뭐든지 할 수 있다. (やればなんでもできる)”
- 앞으로 가보고 싶은 곳 : 팔라우, 그레이트배리어리프, 미국의 디즈니랜드
- 요리는 전혀 하지 않는다.

### 출연작

#### TV 프로그램
- 오하스타 《오하스타 패션쇼》(2005년, 텔레비전 도쿄)
- 그라비아의 미소녀 #349(2006년, MONDO21)
- 랭크 왕국 《아이돌 사진집 매상 랭킹 TOP10》 사진집 랭킹 3위(2006년, TBS)
- 더 베스트 하우스 123(2007년-2008년, 후지 텔레비전)

### TV 드라마
- 미소녀전사 세일러문(2004년, TBS) : 세일러 루나(26화 이후)
- 사랑하는 일요일 《도쿄 타워》(2005년, BS-i)
- 오마야씨4 제8화(2005년, 테레비 아사히) : 야스다 미즈호
- 여자와 사랑과 미스터리(2005년, 텔레비전 도쿄) : 코무로 리카
- 토요 와이드 극장
- 식탐정(2006년, 일본 TV) : 키노시타 레이
- 가면라이더 키바 (2008년, 테레비 아사히) : 노무라 시즈카
- 세일러 좀비(2014년, TV 도쿄) : 아리나 역

#### 잡지
- Chu→Boh
- 퓨어퓨어
- Hana★chu→
- BOMB
- Memew
- Sabra
- Chu-bo
- 주간 플레이보이
- TIA

#### CD
- 《미소녀전사 세일러문》 오리지널 송 앨범